# Železniční trať Čakovec–Kotoriba

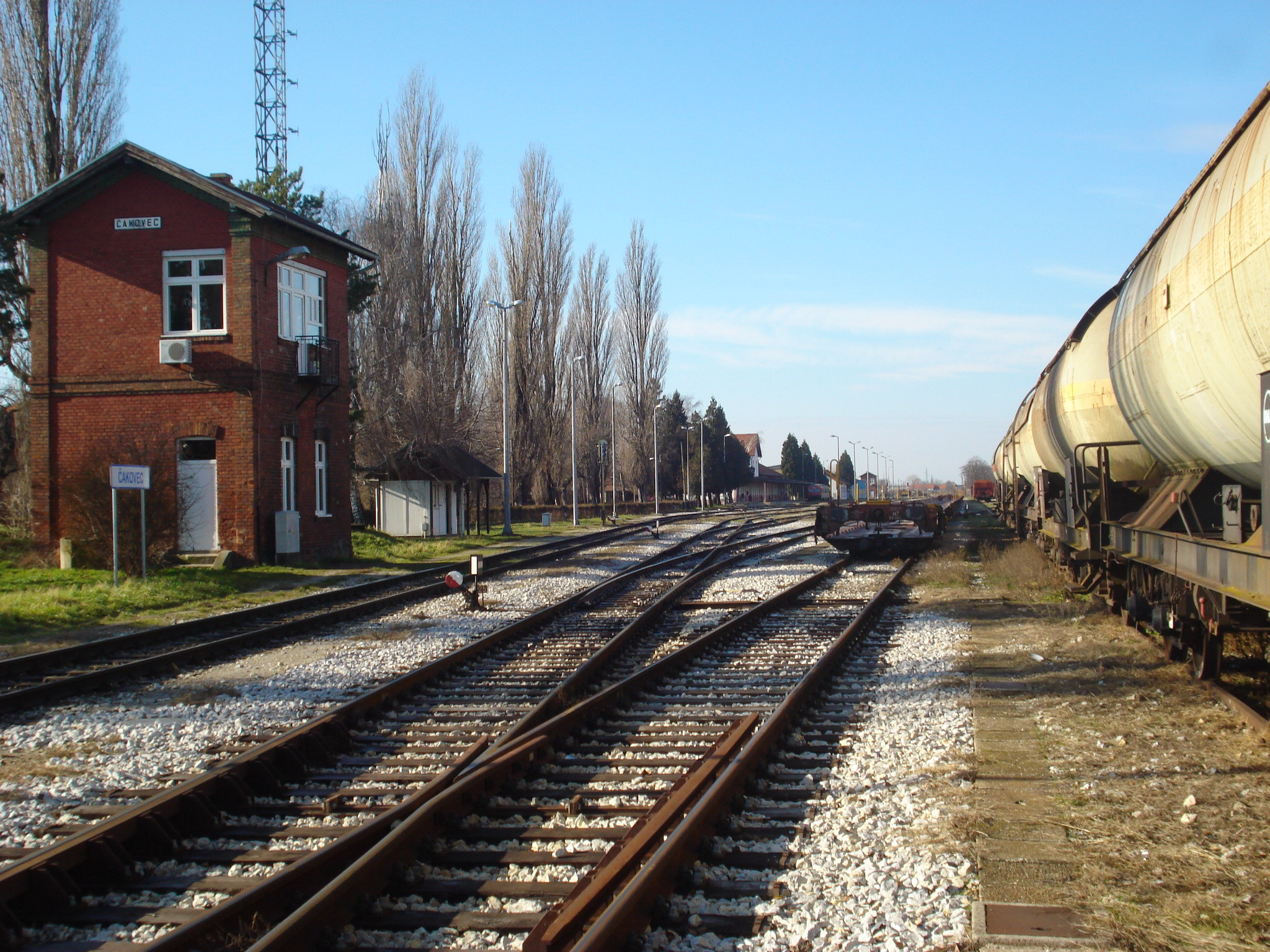
Trať v Čakovci.

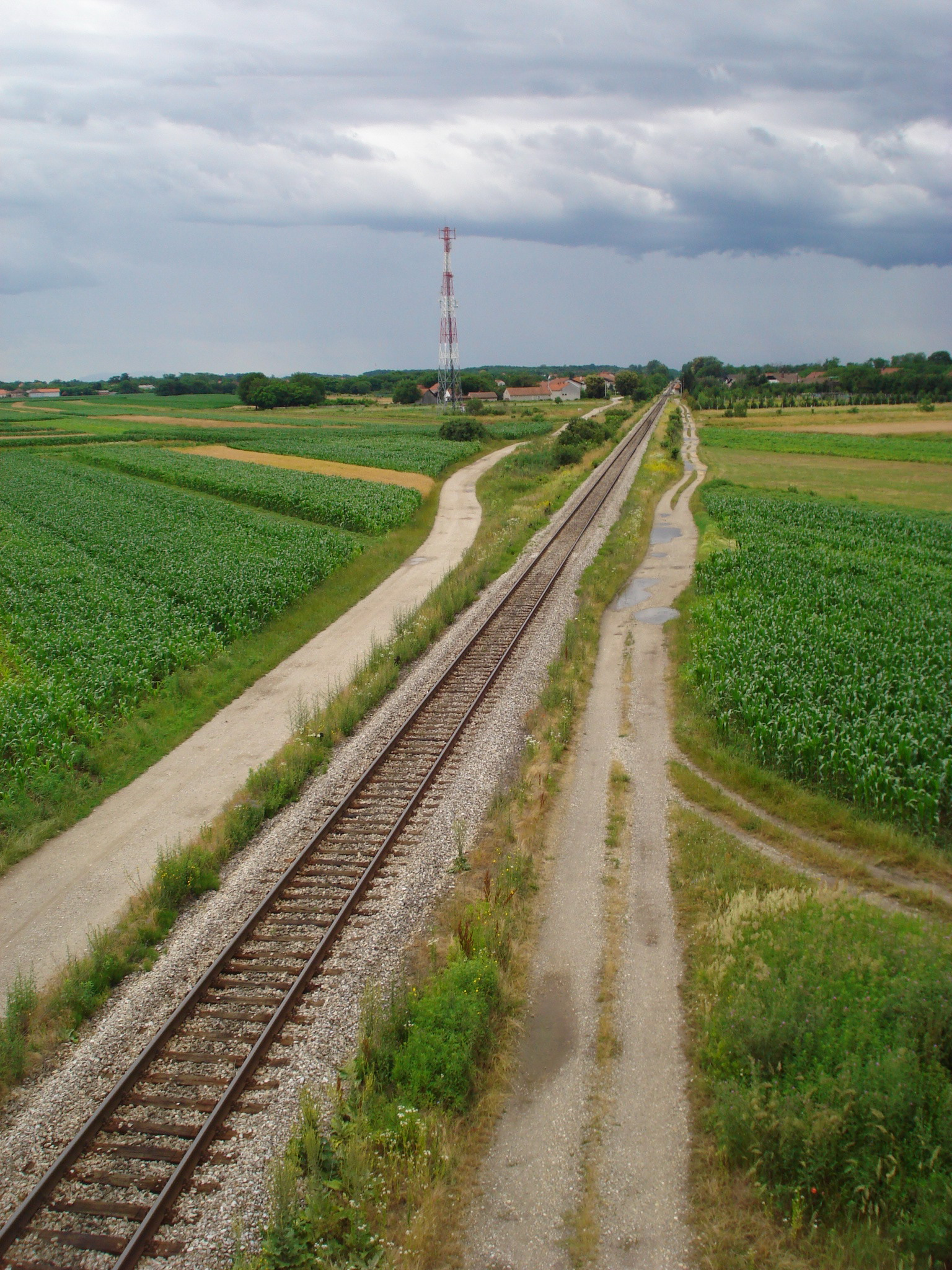
Trať u obce Mala Subotica.

Železniční trať Čakovec–Kotoriba se nachází na severu Chorvatska. V místní železniční síti je označena číslem 12/M105. Je dlouhá 42 km. Není elektrizovaná, vede západo-východním směrem a zajišťuje dopravní spojení mezi Slovinskem a Maďarskem přes území Chorvatska. 
Trať kopíruje směr toku řeky Drávy a vede přibližně 3–4 km severně od ní. U obce Macinec vstupuje na území Chorvatska a u obce Kotoriba jej opouští. Budována byla jako součást delší železniční trati, která měla zajistit spojení mezi Budapeští a jaderským pobřežím, resp. přístavem Terst.
Výstavba trati byla zahájena roku 1857. Stavební práce zpozdil most, který měl překonat u obce Kotoriba řeku Drávu, nicméně musel být vystavěn v těžkých podmínkách bahnitých břehů řeky. Trať byla slavnostně zprovozněna dne 24. dubna 1860 jako první železniční trať na území současného Chorvatska. Zajišťovala spojení mezi slovinským městem Pragersko a Nagykanizsa v Uhrách. Z počátku trať sloužila jen velmi malému množství cestujících; význam byl především v oblasti nákladní dopravy. Trať umožnila rozvoj obce Kotoriba při dnešní chorvatsko-maďarské hranici. 

## Stanice
- Macinec
- Dunjkovec
- Čakovec
- Čakovec-Buzovec
- Mala Subotica
- Čehovec
- Donji Kraljevec
- Donji Mihaljevec
- Kotoriba